# Список мечетей Актюбинской области
До 30-х годов XX века на территории Актюбинской области находилось около 200 мечетей и медресе, большинство которых было закрыто из-за того, что «мечети используются преступными элементами как место сборищ, поэтому необходимо их закрыть и передать здания Горкомхозу» (цитата из документа от 1933 года).
В 1991 году, когда Казахстан получил независимость, в республике насчитывалось всего 68 мечетей. В начале 2000-х годов их численность достигла 1652, а на 1 января 2011 года в Казахстане было 2756 мечетей. 19 июня 2012 года было зарегистрировано республиканское религиозное объединение «Духовное управление мусульман Казахстана» и 2 228 мечетей были подвергнуты процедуре перерегистрации в качестве филиалов этого объединения.
На территории Актюбинской области до 2011 года действовали 112 религиозных объединений. После принятия в 2011 году нового закона «О религиозной деятельности и религиозных объединениях», их число сократилось до 89, а количество мечетей ДУМК снизилось с 73 мечетей до 62, но к ним добавились шесть заново зарегистрированных мечетей.

## Мечети Актобе
| Название                         | Адрес                                | Ф. И. О. руководителя                              | Владелец                |
| -------------------------------- | ------------------------------------ | -------------------------------------------------- | ----------------------- |
| Центральная мечеть города Актобе | город Актобе, ул. Ш. Берсиева, 22    | Тажимбет, Бакытбек                                 | ДУМК                    |
| Мечеть Нурдаулет                 | город Актобе, пр. Абилкайыр хана, 46 | Амен, Нурболат                                     | РО «Мечеть „Нурдаулет“» |
| Мечеть Нур Гасыр                 | город Актобе, пр. Абилкайыр хана, 92 | Дауренбеков, Абдимутали Кайназарулы (имам области) | ДУМК                    |
| Мечеть имени Досжан-хазрета      | с. Каргалинское, ул. Северная, 2     | Елемесов, Султан Сатемерович                       | ДУМК                    |
| Мечеть «Бакытжан»                | с. Жанаконыс, ул. Советская, 14      | Демесинов, Бакытжан Жанбырбаев                     | ДУМК                    |
| Мечеть села Ульке                | Благодарный с.о., аул Ульке          | —                                                  | ДУМК                    |
| Мечеть «Фатиха»                  | город Актобе, ул. Мунке-би, 160 А    | Абиев, Акан Таймагамбетович                        | РО «Мечеть „Фатиха“»    |
| Мечеть Нурлан Махабадулы         | город Актобе, ул. Ш. Берсиева, 3     | Тебереков, Жасшан Ермекбаевич                      | ДУМК                    |
| Мечеть «Ракым»                   | город Актобе, ул. Овражная, 14       | Унайбаев, Аягоз Бозаевич                           | ДУМК                    |
| Мечеть села Акжар-1              | Каргалинский с.о., село Акжар-1      | строится                                           | ДУМК                    |
| Мечеть поселка Кирпичный         | город Актобе, пос. Кирпичный         | строится                                           | ДУМК                    |
| Мечеть села Курайли              | Курайлинский с.о., село Курайли      | строится                                           | ДУМК                    |

## Мечети Айтекебийского района
| Название                      | Адрес                              | Ф. И. О. руководителя | Владелец |
| ----------------------------- | ---------------------------------- | --------------------- | -------- |
| Айтекебийская районная мечеть | Карабутакский с.о., село Карабутак | Сыбаев, Елубай        | ДУМК     |
| Мечеть села Жабасак           | Жабасакский с.о., село Жабасак     | Мукашев, Жаппар       | ДУМК     |
| Мечеть «Култас»               | Карабутакский с.о., село Белкопа   | Курманалин, Мирамбек  | ДУМК     |

## Мечети Алгинского района
| Название                                | Адрес                               | Ф. И. О. руководителя                | Владелец                          |
| --------------------------------------- | ----------------------------------- | ------------------------------------ | --------------------------------- |
| Мечеть хазрета Мухаммедказы Мендикулулы | г. Алга, ул. Уалиханова, 23         | Абдурасулов, Абдувахит Абдикаримович | ДУМК                              |
| Мечеть села Ильинка                     | Ильинский с.о., село Ильинка        | Саруаров, Токтарбай Еркинбайулы      | ДУМК                              |
| Бестамакская мечеть                     | Бестамакский с.о., село Бестамак    | Нургалиев Бауржан Достанулы          | РО «Нурдаулет» центральной мечети |
| Мечеть села Сарыкобда                   | Сарыкобдинский с.о., село Сарыкобда | Жаксымбетов, Насредин Ашулы          | ДУМК                              |
| Мечеть села Карабулак                   | Карабулакский с.о., село Карабулак  | —                                    | ДУМК                              |
| Мечеть села Бескопа                     | Бестамакский с.о., село Бескопа     | Балманов, Нурлыбек                   | ДУМК                              |

## Мечети Байганинского района
| Название                                 | Адрес                                                    | Ф. И. О. руководителя         | Владелец |
| ---------------------------------------- | -------------------------------------------------------- | ----------------------------- | -------- |
| Байганинская районная центральная мечеть | пос. Карауылкельды (бывш. Байганин), ул. Строительная 11 | Орынбай, Мади Орынбайулы      | ДУМК     |
| Мечеть села Кемерши                      | Кызылбулакский с.о., село Кемерши                        | Ермагамбетов, Отеген Макыпулы | ДУМК     |
| Мечеть села Жаркамыс                     | Жаркамысский с.о., село Жаркамыс                         | Кыдыров, Максат Макыпулы      | ДУМК     |
| Мечеть Жарлы                             | Колтабанский с.о., село Жарлы                            | Аким, Танжарбай Султанулы     | ДУМК     |
| Мечеть села Каражар                      | Жаркамысский с.о., село Каражар                          | бездействует                  | ДУМК     |
| Мечеть села Алтай Батыр                  | Сарытогайский с.о., аул Алтай батыра                     | —                             | ДУМК     |

## Мечети Иргизского района
| Название                              | Адрес                           | Ф. И. О. руководителя        | Владелец |
| ------------------------------------- | ------------------------------- | ---------------------------- | -------- |
| Иргизская районная центральная мечеть | село Иргиз, ул. Жургенова, 63   | Туякбаев, Адилбек Жумабайулы | ДУМК     |
| Мечеть села Нура                      | Нуринский с.о., село Нура       | Достияров, Ерик              | ДУМК     |
| Мечеть села Курылыс                   | Кызылжарский с.о., село Курылыс | Строится                     | ДУМК     |

## Мечети Каргалинского района
| Название                    | Адрес                           | Ф. И. О. руководителя     | Владелец |
| --------------------------- | ------------------------------- | ------------------------- | -------- |
| Мечеть Каргалинского района | Бадамшинский с.о., пос. Бадамша | Жаманшин, Алтынбек        | ДУМК     |
| Мечеть Момын-ата            | село Кос-Истек                  | Айтжанов, Абугали         | ДУМК     |
| Мечеть села Бородиновка     | Степной с.о., село Бородиновка  | Айкунов, Серик Бегжанович | ДУМК     |

## Мечети Мартукского района
| Название                               | Адрес                                  | Ф. И. О. руководителя          | Владелец |
| -------------------------------------- | -------------------------------------- | ------------------------------ | -------- |
| Мартукская районная центральная мечеть | село Мартук, ул. Мир Хайдарова, 15     | —                              | ДУМК     |
| Мечеть села Яйсан                      | Яйсанский с.о., село Яйсан             | Строится                       | ДУМК     |
| Мечеть села Хлебодаровка               | Хлебодаровский с.о., село Хлебодаровка | Бекмуратов, Кемал Орынбасарулы | ДУМК     |

## Мечети Мугалжарского района
| Название                     | Адрес                               | Ф. И. О. руководителя        | Владелец |
| ---------------------------- | ----------------------------------- | ---------------------------- | -------- |
| Мечеть «Нуртай»              | г. Кандыагаш, ул. А. Калиева, 9     | Маткаримов, Габит Сактапулы  | ДУМК     |
| Мусульманская мечеть г. Эмба | г. Эмба, ул. Б. Момышулы, 28        | —                            | ДУМК     |
| Мечеть «Хайрулла»            | Джурунский с.о., село Джурун        | Сисенбаев, Тугел Кулбаевич   | ДУМК     |
| Мугалжарская сельская мечеть | село Мугалжар                       | Сатаев, Усен Салмагамбетович | ДУМК     |
| Мечеть «Бирлик»              | Кумжарганский с.о., село Бирлик     | Калмурзин, Иса Жиеналиевич   | ДУМК     |
| Мечеть «Тама-Толжан»         | Кумсайский с.о., село Кумсай        | Кулумшин, Узакбай            | ДУМК     |
| Мечеть «Ерболат Камалулы»    | Енбекский с.о., село Сагашили       | Жалгас, Орынбасар Жалгасулы  | ДУМК     |
| Мечеть «Нуралы»              | Аккемирский с.о., село Аккемир      | Хусанов, Ануар               | ДУМК     |
| Мечеть «Жанажол»             | поселок Жанажол                     | Бижанов, Аман                | ДУМК     |
| Мечеть села Талдысай         | Талдысайский с.о., село Талдысай    | —                            | ДУМК     |
| Мечеть села Жагабулак        | Батпаккольский с.о., село Жагабулак | строится                     | ДУМК     |

## Мечети Темирского района
| Название                                | Адрес                                                                     | Ф. И. О. руководителя           | Владелец |
| --------------------------------------- | ------------------------------------------------------------------------- | ------------------------------- | -------- |
| Мечеть имени Досжан-ишана               | Шубаркудукский поселковый округ, поселок Шубаркудук, ул. Н. Байганина, 27 | Боранбаев, Нурлан Турсынулы     | ДУМК     |
| Мечеть города Темир                     | г. Темир, ул. Такенова, 41                                                | Балашов, Ербол Еркашевич        | ДУМК     |
| Саркольская центральная народная мечеть | Саркольский с.о., село Сарколь                                            | Нургазин, Рустем Садыкович      | ДУМК     |
| Мечеть «Нурлепес ата»                   | Алтыкарасуйский с.о., село Алтыкарасу                                     | Калекешов, Жанабай Байжигитович | ДУМК     |
| Мечеть Кумкудук                         | Каиндинский с.о., село Кумкудук                                           | Алимбетов, Кенес Нурбергенулы   | ДУМК     |
| Мечеть послека Шубарши                  | Шубаршийский поселковый округ, поселок Шубарши                            | —                               | ДУМК     |
| Мечеть послека Кенкияк                  | Шубаршийский поселковый округ, поселок Кенкияк                            | строится                        | ДУМК     |
| Мечеть промысла Шубаркудук              | Шубаркудукский поселковый округ, промысел Шубаркудук                      | Амангосов, Жомарт Кимулы        | ДУМК     |

## Мечети Уилского района
| Название                                     | Адрес                                     | Ф. И. О. руководителя         | Владелец |
| -------------------------------------------- | ----------------------------------------- | ----------------------------- | -------- |
| Уилская центральная районная мечеть «Кокжар» | село Уил, ул. Курманова                   | Какиев, Алтынбек Сансызбаевич | ДУМК     |
| Мечеть имени Бекет-ата                       | Саралжынский с.о., село Саралжын          | Бисалиев, Жаксылык            | ДУМК     |
| Мечеть села Сарыбие                          | Сарыбийский с.о., село Сарыбие            | строится                      | ДУМК     |
| Хобдинская районная центральная мечеть       | село Кобда, ул. Астана 88 б               | Сапаров, Нугмет Ибадуллаулы   | ДУМК     |
| Мечеть имени Абылайхана                      | Кызылжарский с.о., село Кызылжар          | Раев, Биржан Ермуханович      | ДУМК     |
| Мечеть «Бакыт-ана»                           | с.о. имени И. Курманова, село Егиндибулак | Молдагалиев, Марат            | ДУМК     |

## Мечети Хромтауского района
| Название        | Адрес                            | Ф. И. О. руководителя            | Владелец |
| --------------- | -------------------------------- | -------------------------------- | -------- |
| Мечеть Нур      | город Хромтау, ул. Ауэзова 4 а   | Алиев, Алмат Амангельдиевич      | ДУМК     |
| Мечеть Акжар    | Акжарский с.о., село Акжар       | Баскенов, Кашакбай Ахметкалиевич | ДУМК     |
| Мечеть «Ак-Нур» | Бугетсайский с.о., село Богетсай | Жаншин, Берик                    | ДУМК     |

## Мечети Шалкарского района
| Название                                    | Адрес                                           | Ф. И. О. руководителя              | Владелец |
| ------------------------------------------- | ----------------------------------------------- | ---------------------------------- | -------- |
| Мечеть имени Жанаман-ахуна Сейтимулы        | город Шалкар ул. Ургенишбаева 36 А              | Тлеубай, Жамбыл Алмуханбетулы      | ДУМК     |
| Мечеть имени Матея Коканулы                 | город Шалкар, ул. Ургенишбаева 24               | Такеев, Нурлыбек Панабаевич        | ДУМК     |
| Мечеть мусульман рабочего городка г. Шалкар | город Шалкар, ул. Маманова 50                   | Еркебай, Акимгали Нагиулы          | ДУМК     |
| Мечеть села «Айшуак»                        | Айшуакский с.о., село Бегимбет, ул. Айдосова 25 | Сулейменов, Нурдаулет Отарбайулы   | ДУМК     |
| Мечеть «Амангали-ахун»                      | Бозойский с.о., село Бозой                      | Кожамуратов, Бейсембай Нуртагиевич | ДУМК     |
| Мечеть Нурпеис ишана                        | Кишикумский с.о., село Шиликты                  | Ажмуратов, Абдувахи Ажиммуратович  | ДУМК     |
| Мечеть Тогыз                                | Тогызский с.о., село Тогыз                      | Копешов, Шерип Ержанулы            | ДУМК     |
| Мечеть Байкадам                             | с.о. Есет Котибарулы, село Байкадам             | Оразаев, Ердигали Жаукенулы        | ДУМК     |
| Мечеть села Биршогыр                        | Биршогырский с.о., село Биршогыр                | строительство остановлено          | ДУМК     |